# Cortenuova
Cortenuova [koɾteˈnwɔːva] (Cor-nöa [koɾˈnøa] in dialetto bergamasco) è un comune italiano di 1 972 abitanti della provincia di Bergamo in Lombardia.
Situato ai margini orientali della pianura bergamasca, tra la sponda sinistra del fiume Serio e quella destra del fiume Oglio, dista circa 24 chilometri a sud-est dal capoluogo orobico.

## Storia

### L'antichità
Questo piccolo centro della Bassa Bergamasca può essere considerato uno dei paesi più ricchi di storia dell'intera provincia. Il suo territorio era popolato già in epoca romana dopo l'opera di centuriazione della Bassa Bergamasca (epoca imperiale). Sul territorio comunale sono stati rinvenuti resti di tombe, lapidi votive, epigrafi probabilmente appartenenti a villae rusticae e un'ara dedicata a Minerva.

### L'Alto Medioevo
La nascita della Curtis (villaggio agricolo al centro di un latifondo) si deve ai Longobardi che invasero l'Italia settentrionale nell'anno 568. Il nome del paese si trova citato per la prima volta in un diploma del Re dei Franchi Carlomanno datato 19 ottobre 877. Il sovrano franco aveva emesso il diploma a favore del Monastero di Bobbio proprio in Cortenuova (sarebbe meglio dire Cortenova), allora “Curtis Regia” di proprietà demaniale, posta all’incrocio delle strade che collegavano Milano alle Venezie e Bergamo a Cremona (“Actum in Curte Nova Villa Regia”). Il documento è conservato nell’Archivio di Stato di Torino). La “Curtis”, fin dall’epoca longobarda (VI-VIII sec.), era il villaggio agricolo che si trovava al centro di un latifondo: era formato dal “palatium” del feudatario, dalle case dei servi, dai magazzini e dalle stalle, dalla cappella e dalla piazza del mercato. L’abitato era circondato generalmente da un fossato e da opere di difesa. La “Curtis” di Cortenova, proprietà del sovrano dei Franchi, era una delle più importanti “Curtis regiae” del territorio bergamasco. 
Questo insediamento ebbe un notevole sviluppo in epoca carolingia, trovandosi lungo l'importante arteria che univa direttamente Milano a Brescia e fu usato come luogo di sosta dai sovrani franchi in viaggio tra la Francia e le Venezie. Infatti è documentato per la prima volta in un privilegio concesso ai monaci di Bobbio da Carlomanno, re d'Italia e di Baviera, mentre era in viaggio da Milano a Brescia il 19 ottobre dell'anno 877.
Il documento si conclude con le parole Actum in Curte Nova Villa Regia in Dei nomine feliciter. 
Dall'anno 830 è documentata l'antica parrocchiale di S. Martino di Spineto che sorgeva appena a monte dell'abitato verso Cortenuova di Sopra.
Cortenuova cessò di essere Curtis regia nel X secolo quando passò nelle mani di vari feudatari. Nell'anno 915 il proprietario del tempo, il conte Didone di Vidalengo, cedette in permuta Cortenuova e l'intera proprietà (di circa 20.000 ettari) al vescovo di Bergamo. Il vescovo Ambrogio II da Martinengo nei primi anni dell'anno Mille vi fece erigere un castello e lo cedette poi in feudo alla sua famiglia. Si deve ai vescovi bergamaschi l'erezione della chiesa castellana di Sant'Alessandro appena esterna alle mura del castello. Verso la prima metà del XII secolo Oberto Martinengo pose la propria residenza nel castello di Cortenuova, dando origine al ramo dei Conti di Cortenova. Nel secolo successivo, nel corso delle lotte tra Comuni e Impero, i Conti di Cortenova passarono al partito guelfo, suscitando l'ira dei comuni ghibellini di Bergamo e Cremona. Infatti il territorio della Contea di Cortenuova veniva a costiruire un corridoio che univa le principali città guelfe di Milano e Brescia, separando nel contempo le città alleate ghibelline di Bergamo e Cremona.

### Il Basso Medioevo
Il territorio della Contea di Cortenuova corrispondeva a quello dell’antica curtis regia e si estendeva dall’Oglio al Serio su circa 20 km². I Conti di Cortenova possedevano inoltre quasi tutte le terre di Martinengo, Romano, Covello, Covo, Fara, Isso, Mozzanica, Cividate, Mornico, Palosco, Calcinate, Bolgare e Telgate. La famiglia dei Cortenova di tendenza guelfa si alleò nel 1200 con Milano e Brescia, incorrendo nelle ire del Comune ghibellino di Bergamo, che la mise al bando. 

#### La battaglia di Cortenuova
Nel corso della guerra tra Federico II e il Comune della Lega Lombarda i Conti di Cortenova svolsero un’intensa attività diplomatica a favore di Milano e di Brescia, riuscendo a sottrarre a Bergamo tutto il territorio tra Oglio e Serio, dove passavano le più importanti vie di collegamento tra le due città guelfe. Lo scontro tra i due eserciti avvenne proprio sotto le mura di Cortenova il 27 novembre 1237. Fu praticamente un’imboscata che Federico II mise in atto mentre l’esercito della Lega, in marcia da Brescia a Milano, si apprestava ad accamparsi per trascorrere la notte. I guelfi lasciarono sul campo oltre 10000 tra morti e prigionieri. Il giorno seguente l'imperatore occupò e rase al suolo Cortenova e le sue poderose fortificazioni, (abbandonate nottetempo dai difensori e dagli abitanti). Nei pressi di Cortenuova si scontrarono i due più grandi eserciti di tutto il medioevo: quello di Federico II di Svevia e dei suoi alleati ghibellini (Ezzelino da Romano, il marchese di Monferrato, le città ghibelline di Bergamo, Cremona, Pavia e Como, la cavalleria tedesca, truppe ungheresi e boeme, e arcieri saraceni (di Lucera) e quello della Lega Lombarda (le città guelfe di Milano, Brescia, Mantova, Piacenza, Alessandria, Venezia, ecc.); in tutto circa 15-20.000 armati per ciascun esercito. All'arrivo dell'Imperatore, a fine ottobre 1237, l'esercito della Lega se ne stava accampato in territorio bresciano presso Manerbio, protetto dai fiumi in piena Mella e Risignolo. 
Avvicinandosi l'inverno, l'esercito della Lega sperava che l'Imperatore rinviasse le ostilità alla primavera seguente e, pertanto, non accettò mai lo scontro in campo aperto. Furono probabilmente bergamaschi e cremonesi a suggerire a Federico di fingere di dirigersi su Cremona per passarvi l'inverno, costringendo così gli avversari a levare il campo da Manerbio per ritornare verso Milano. Sulla strada del ritorno avrebbero dovuto accamparsi per la notte sotto le mura di Cortenuova, come avevano fatto alcune settimane prima quando erano andati in aiuto dei Bresciani. E a Cortenuova l'imperatore avrebbe potuto aspettarli risalendo dal suo accampamento di Pontevico a Soncino e nascondendosi poi nei boschi del Covello appena un miglio a Sud di Cortenuova. Nel pomeriggio del 27 novembre, mentre l'avanguardia della Lega stava alzando le tende per la notte, il presidio bergamasco del castello di Cividate segnalò a Federico, con una fumata, il completamento del passaggio dell'Oglio da parte dei suoi avversari diretti verso l'erigendo accampamento.
L'attacco iniziò con gli arcieri saraceni, seguiti poi dalla fanteria imperiale. E fu subito una strage tra i guelfi. Solo poche migliaia riuscirono a raggiungere il carroccio sotto le mura di Cortenuova e a difenderlo fino al calar delle tenebre. In poche ore rimasero sul campo oltre diecimila tra morti e prigionieri. Poco più di un migliaio di superstiti, insieme con gli abitanti di Cortenuova, riuscirono nel corso della notte ad eludere la sorveglianza degli imperiali e a raggiungere la Val Seriana e, da qui, attraverso le montagne e la Val Taleggio, trovare rifugio in Valsassina. Gli abitanti di Cortenuova rimasero invece nella valle di Serina, dando origine al diffusissimo cognome "Cortinovis".
Il giorno successivo alla battaglia l'Imperatore saccheggiò il castello e il borgo di Cortenuova, consegnandolo poi ai Bergamaschi, che lo rasero al suolo e ne proibirono la ricostruzione. I resti del Carroccio furono riconosciuti e ricomposti: il grande carro sfilò nel trionfo celebrato da Federico a Cremona, poi fu inviato in Campidoglio come omaggio al popolo romano, ma col palese intento di spaventare il papa protettore della Lega e dei Guelfi.
I Cortenovesi superstiti andarono a popolare i vicini villaggi di Romano, Martinengo e Cividate; quelli che caddero nelle mani di Federico e dei suoi alleati bergamaschi furono legati al giogo e trascinati dietro il carroccio per le vie di Cremona, dove si celebrò il trionfo. Il territorio di Cortenova passò al Comune di Bergamo che ne proibì il ripopolamento. Pertanto il territorio rimase praticamente deserto fino oltre la metà del secolo XV d.C.

### I Conti di Cortenova
Alcuni Conti di Cortenova ricoprirono importanti cariche politiche nelle città guelfe del Nord Italia: Zilio di Cortenova fu Vicale Imperiale e Console di Bergamo nel 1193 (prima dell’alleanza con Milano) e nel 1203 fu podestà di Verona; Maffeo di Cortenova fu giudice a Milano nel 1207 e Podestà di Brescia nel 1227; Egidio I di C. fu podestà di Brescia nel 1236; Manfredo di C. fu podestà di Verona nel 1227 (promulgò i primi statuti della città) e di Milano nel 1234 (si alleò con Enrico, il figlio ribelle di Federico II); Ubertino di C. fu Canonico di Bergamo e, come tale, si oppose nel 1242 all’elezione di Enrico di Sessa a Vescovo di Bergamo; Egidio II, il famoso eretico, si rifugiò a Mozzanica dopo la distruzione di Cortenova, mantenendovi un centinaio di eretici. Il Papa nel 1254 ordinò al Comune di Milano di occupare Mozzanica e processare il Conte eretico. Egidio, dopo la resa di Mozzanica, ritornò probabilmente in seno alla chiesa tanto che, trasferitosi a Milano poté sposare la sorella dell’Arcivescovo Ottone Visconti.

### La lenta rinascita
Fino alla fine del XIV secolo il territorio di Cortenova, seppur disabitato, aveva un’estensione molto maggiore dell’attuale territorio comunale. Infatti, ad occidente comprendeva ancora tutta la zona del Dignone e i terreni tra S. Rocco del Capo e il confine con Martinengo fino al Serio; ad oriente arrivava fino all’Oglio occupando i terreni tra S. Giorgio, il Ceredello e il Fosso Bergamasco (Arch. Stor. di Romano, perg. dei Confini 1395 – perg. dei Confini di Cividate del 1456, Bibl. A. Mai, Bg.). Nel 1454 il territorio di Cortenova entrò a far parte del feudo di Bartolomeo Colleoni. Il capitano costruì alcuni edifici rurali sui ruderi del castello distrutto nel 1237 per ospitare i contadini che dovevano coltivare le terre circostanti. Questo antico nucleo di edifici si chiama ancora oggi “Malpaga”, come il castello dove risiedeva il Colleoni. Nel 1575 Cortenova contava circa trecento anime, come indicato nella visita apostolica di san Carlo Borromeo del 1575; la popolazione rimase pressoché costante fin oltre la metà del XVIII secolo. Dopo la metà del XIX secolo iniziò un rapido incremento demografico dovuto probabilmente all’espansione delle aree coltivate sottratte al bosco. La popolazione rimase poi stazionaria attorno alle 1600 unità fino al 1951, quando iniziò un lento decremento dovuto all’emigrazione verso i centri industriali; a partire dal 1976, la costruzioni di numerosi stabilimenti favorì la ripresa economica e demografica.

### Simboli
Lo stemma e il gonfalone sono stati approvati con delibera del consiglio comunale del 4 ottobre 1949 e concessi con decreto del presidente della Repubblica del19 maggio 1950.
Le mazze ferrate incrociate simboleggiano la battaglia del 27 novembre 1237 mentre la fiamma ricorda la sanguinosa rappresaglia che ne seguì, quando Cortenuova venne occupata e rasa al suolo.
Il gonfalone è un drappo partito di rosso e di bianco.

## Monumenti e luoghi d'interesse

### Architetture religiose

#### Chiesa parrocchiale di Sant'Alessandro
La chiesa parrocchiale di Sant'Alessandro, citata in un documento del 1171 risale per il nucleo originale probabilmente al X secolo, anche se nel corso del XV secolo venne totalmente ricostruita in stile tardo gotico per volontà della famiglia Colleoni. Alla fine del Settecento fu nuovamente ristrutturata e ampliata su progetto di G. Terzi Moroni. La facciata neoclassica è opera di G. Berlendis (1830) autore anche del Mausoleo Colleoni. La chiesa fu nuovamente ampliata tra il 1877 e il 1880 con l’aggiunta delle navate minori

#### Santuario di Santa Maria del Sasso
Di grande pregio il santuario di Santa Maria del Sasso, l'unica costruzione sopravvissuta alla distruzione del 1237, grazie alla sua posizione discosta dal centro abitato. L'edificio originario, noto come Santa Maria in Campagna, risale al XII secolo quando era proprietà del monastero benedettino di Vallalta. Nel XV secolo fu ampliato in stile tardo gotico e ornato di affreschi (ne sopravvivono alcune tracce sulla parete destra). A metà Settecento la chiesa subì radicali trasformazioni in stile rococò con pregevoli stucchi di Muzio Camusso e dei pittori Raggi e Orelli, tutti artisti ticinesi. Di particolare pregio la statua lignea quattrocentesca della Madonna. Nel 1943 fu aggiunto un atrio e nel 1955 il nuovo campanile. Sul lato settentrionale ha addossato un elegante portico del XVI secolo.

### Palazzi
Palazzo Colleoni costruito nel 1760 a nord del centro abitato, su progetto dell'architetto bergamasco Filippo Alessandri, conserva alcune belle sale con stucchi e affreschi, tra cui quello del salone d'onore eseguito dal Domenghini a fine Ottocento. Altri edifici di un certo pregio sono Villa Cipriana e Palazzo Quarti (ex palazzo Passi), entrambi tardo settecenteschi.

### Architetture militari
Dell'antico castello distrutto nel 1237 restano solo tracce nell'assetto urbano del centro storico e resti di basamento delle mura perimetrali sul lato settentrionale, sotto gli edifici dello Stallo Colleoni lungo il fossato ora coperto.

## Società

### Evoluzione demografica
Abitanti censiti

### Religione
La religione prevalente è quella cristiana cattolica, ma si segnala la presenza di una piccola comunità sikh.

## Amministrazione
| Periodo        | Periodo        | Primo cittadino        | Partito                                    | Carica  | Note |
| -------------- | -------------- | ---------------------- | ------------------------------------------ | ------- | ---- |
| 23 aprile 1995 | 13 giugno 1999 | Giuseppe Ranghetti     | Lista civica                               | Sindaco |      |
| 14 giugno 1999 | 7 giugno 2009  | Fabio Luigi Sansottera | Lista civica                               | Sindaco |      |
| 8 giugno 2009  | 25 maggio 2014 | Gianmario Gatta        | Partito Democratico                        | Sindaco |      |
| 25 maggio 2014 | 9 giugno 2024  | Gianmario Gatta        | Lista civica "L'Arcobaleno"                | Sindaco |      |
| 9 giugno 2024  | in carica      | Ambrogio Falchetti     | Lista civica "Obiettivo Comune Cortenuova" | Sindaco |      |

|}